# Kostel svatého Mikuláše (Světlá pod Ještědem)
Kostel svatého Mikuláše ve Světlé pod Ještědem je barokní sakrální stavbou, která stojí na románských základech. Je chráněn jako kulturní památka České republiky.

## Historie
Kostel pochází z roku 1643. V letech 1725-1730 barokně přestavěn stavitelem T. Brettschneiderem a přistavěna cibulovitá věž. Kostel vyhořel roku 1899. Během požáru se mimo jiné roztavil středověký kostelní zvon.

## Architektura

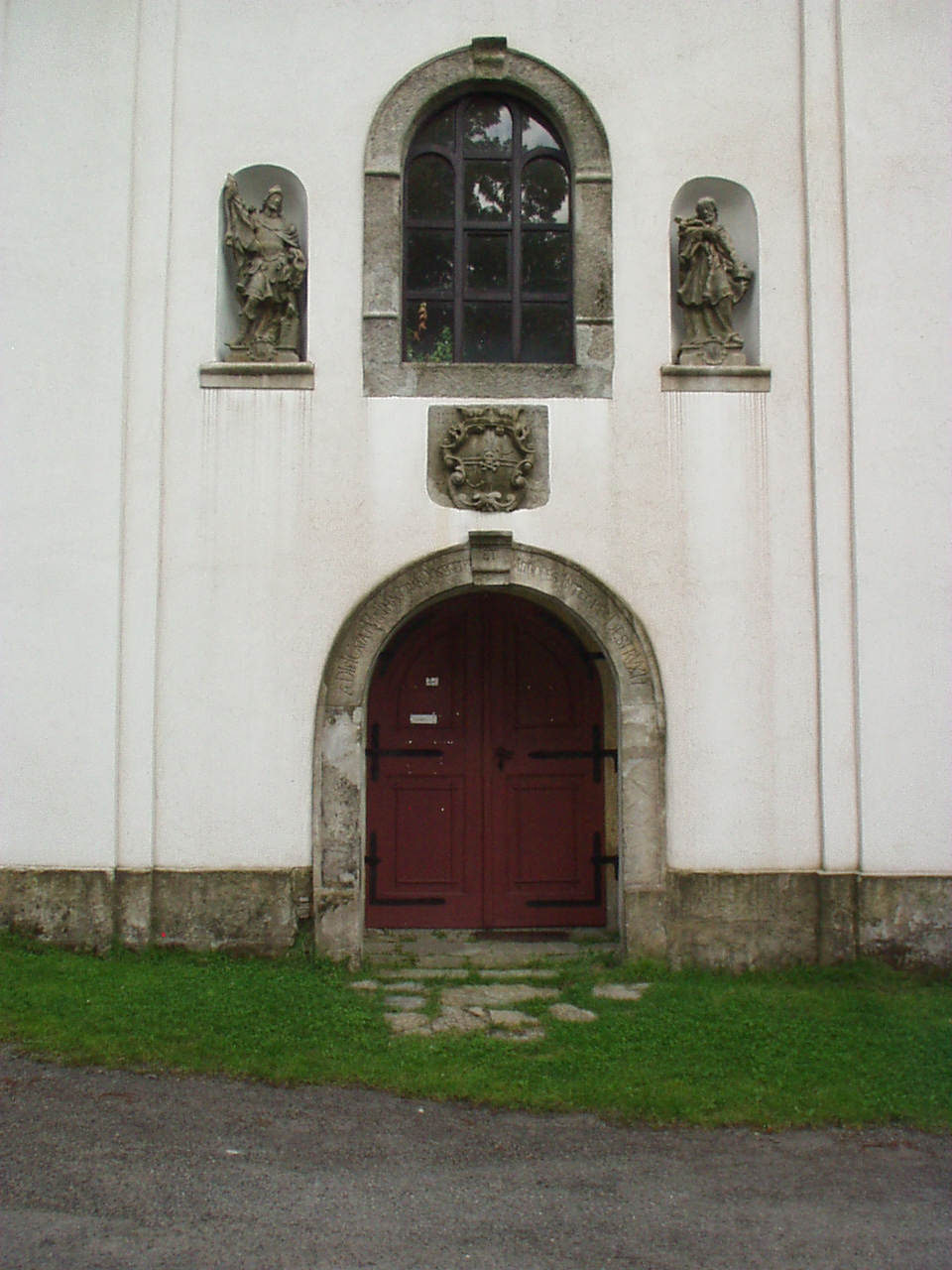
Vchod do kostela sv. Mikuláše ve Světlé pod Ještědem

Kostel je obdélný. Má obdélně polokruhově zakončený presbytář a západní hranolovou věží. Fasády jsou členěny pilastry a vysokými okny. Ve věži je portál, nad nímž se nachází kamenný znak Lamotta z Frintropu (1730), a tři niky se sochami sv. Mikuláše, sv. Floriána a sv. Jana Nepomuckého pocházející z období barokní přestavby. Věž je kryta oplechovaným jehlancem. Po bocích věže se nachází stěna, která je prolomená brankou s pilířem na okraji. Na levé straně je opatřena sochou sv. Václava a na pravém sochou sv. Víta z roku 1728.
Vnitřek kostela má valenou klenbu s lunetami. Kruchta spočívá na dvou pilířích.
Varhany jsou dílem Josefa Kobrleho.

## Vybavení
Uvnitř je převážně pseudogoticky zařízen z doby po roku 1900, výjimkou je pozoruhodný barokní krucifix.

## Okolí kostela
Před kostelem se nachází památná lípa a pomník spisovatelky Karoliny Světlé.